# Michel Lafourcade
Cet article possède un paronyme, voir Michel Fourcade.
Pour les articles homonymes, voir Lafourcade.
Michel Lafourcade, né à Bélus le 19 avril 1941 et mort à Draguignan le 4 octobre 2006, est un colonel de sapeurs-pompiers français, directeur départemental des services d’incendie et de secours.

## Biographie
Le colonel Michel Lafourcade est le fils de Maurice Lafourcade (1912-1989), receveur des postes, et de Marie Galharret (1912-1991), mère au foyer. Il épouse Jacqueline Chardac, assistante sociale, avec qui il a deux enfants, Jérôme et Aurélie.
Il fait ses études au lycée Pierre-Loti de Rochefort puis à l’École de la météorologie de Saint-Cyr-l'École. Il commence sa carrière à la Météorologie Nationale, tout d’abord à Beauvais de 1964 à 1966, puis à la subdivision de Guyane à Cayenne de 1966 à 1967.
En 1967, après avoir réussi l’examen ad hoc, il est nommé inspecteur départemental des services d’incendie et de secours de la Guyane, avec le grade de commandant. Il est alors, à 26 ans, le plus jeune directeur départemental de France.
De retour en métropole, il est nommé inspecteur départemental du Cantal en janvier 1974. Inspecteur départemental de Meurthe-et-Moselle à compter de février 1978, il obtient dans ce département le grade de lieutenant-colonel. Il prend le titre de directeur départemental des services d’incendie et de secours en janvier 1981 et développe les colonnes mobiles de secours,. En collaboration avec le professeur Alain Larcan, il crée en 1985 le premier poste médical avancé de France chez les sapeurs-pompiers,,,.
En janvier 1988, il est promu au grade de colonel et se voit nommé directeur départemental des services d’incendie et de secours du Var à Draguignan. C’est dans ce département qu’il donne la pleine mesure de ses compétences. Durant quatorze ans, il dirige le SDIS avec une autorité incontestée et un sens des relations humaines sans égal.
Ses grandes qualités humaines jouent un rôle majeur dans la difficile mise en œuvre de la départementalisation des services d’incendie et de secours. Grâce à son sens profond de la concertation et du dialogue, cette départementalisation, véritable révolution dans l’organisation de la profession de sapeur-pompier, est appliquée sans heurts ni conflits,. Il prend sa retraite en 2002 et décède en 2006. Il est inhumé au cimetière paysager de Draguignan.
En plus d’être un grand sapeur-pompier, notamment comme représentant des directeurs départementaux de la zone sud-Méditerranée, il est un citoyen dracénois émérite. Impliqué dans la vie associative, notamment au sein du Rotary International où il crée et préside le Rotary Club Templiers, il prend part à de nombreuses actions humanitaires et caritatives.

## Décorations
- : Officier de la Légion d'honneur [19].
- : Officier de l’ordre national du Mérite [20].
- : Médaille de bronze de la jeunesse et des sports.
- : Médaille d'honneur des sapeurs-pompiers pour services exceptionnels.
- : Médaille d'honneur des sapeurs-pompiers.

## Hommages
- Un boulevard de Draguignan porte son nom[17] ; l’ancien boulevard du Maljournal qui borde la direction départementale des services d’incendie et de secours du Var a été rebaptisé boulevard Colonel-Michel-Lafourcade le 1er décembre 2006[21].

- La 10e promotion de Directeur adjoint de SDIS est baptisée « Colonel Michel Lafourcade » le 26 juin 2013 à l'École nationale supérieure des officiers de sapeurs-pompiers[22].